# 창녕 사리 석조광배
창녕 사리 석조광배(昌寧 舍里 石造光背)는 대한민국 경상남도 창녕군 계성면에 있는 석조광배이다.
1974년 12월 28일 경상남도의 유형문화재 제116호 사리석조광배로 지정되었다가, 2018년 12월 20일 현재의 명칭으로 변경되었다.

## 개요
이 광배는 신라시대의 사찰로 전하는 대흥사(大興寺)가 있던 곳에서 출토된 것이다.
높이 1m, 너비 1.1m의 크기로 중간 부분이 잘록한 물방울 모양이며 머리광배와 몸광배가 표현되었다. 끝 부분의 일부는 파손되었으나 나머지는 비교적 완전하며 새겨진 문양도 뚜렷하다. 광배의 중간에는 불상과 연결되어 있는 구멍이 남아 있다.
동그란 머리광배 중심부에는 연꽃무늬와 구슬목걸이를 조각하였고, 타원형의 몸광배에는 덩쿨무늬와 꽃무늬를 새겼다. 머리광배와 몸광배의 바깥부분에는 불꽃무늬를 꽉차게 배열하였고, 경계선에는 구름에 앉아 있는 작은 부처를 대칭으로 조각하였다. 이런 작은 부처는 정상에 1구, 좌우에 각 3구씩 모두 7구를 조각하였다.
이 광배는 안쪽, 가운데쪽, 바깥쪽으로 나누어 섬세하고 화려한 무늬를 빈틈없이 표현한 통일신라시대의 특징을 잘 보여주고 있다.

## 참고 자료
- 창녕 사리 석조광배 - 국가유산청 국가유산포털